# Frédéric Vichot
Frédéric Vichot   (Valay, 1 de maig de 1959) va ser un ciclista francès, que fou professional entre 1981 i 1992. Durant la seva carrera aconseguí una desena de victòries, dues d'elles etapes al Tour de França i una a la Volta a Espanya.

## Palmarès
- 1979
  - Vencedor d'una etapa de la Volta a la Província de Lieja
- 1980
  - 1r al Circuit des Mines
  - Vencedor d'una etapa a l'Étoile des Espoirs
- 1981
  - Vencedor d'una etapa de la Volta a Espanya
- 1983
  - Vencedor d'una etapa del Tour de l'Avenir
- 1984
  - Vencedor d'una etapa del Tour de França
- 1985
  - Campió de França de mig fons en pista
  - 1r al Premi de Callac
  - 1r al Premi de Camors
  - Vencedor d'una etapa del Tour de França

### Resultats al Tour de França
- 1984. 23è de la classificació general. Vencedor d'una etapa
- 1985. 31è de la classificació general. Vencedor d'una etapa
- 1986. 100è de la classificació general
- 1988. 28è de la classificació general
- 1991. 20è de la classificació general

### Resultats a la Volta a Espanya
- 1981. 21è de la classificació general. Vencedor d'una etapa

Fonts: